# Vlajka Gagauzska

Gagauzská vlajka
Poměr stran: 1:2

Vlajka Gagauzska, autonomní oblasti Moldavska, je tvořena listem o poměru stran 1:2 se třemi vodorovnými pruhy: modrým, bílým a červeným, v poměru šířek 3:1:1. Na modrém pruhu jsou v žerďové části tři žluté pěticípé hvězdy (od žerdi 2,1).
Modrá barva symbolizuje nebe bez mraků, stálost, naději, dobrosrdečnost a oddanost lidu k vlasti. Bílá symbolizuje mírumilovnost a kontinuitu tradic předků. Červená symbolizuje neústupnost, velkomyslnost a štědrost obyvatel, a zároveň jejich touhu po svobodě. Dvě hvězdy pod sebou představují minulost a současnost, třetí hvězda symbolizuje budoucnost.

## Historie
11. listopadu 1989 k jednostrannému vyhlášení Gagauzské autonomní sovětské socialistické republiky v rámci Moldavské SSR. Gagauzové (neboli Gagauzští Turci) jsou národ turkického původu. Kišiněv označil tento akt jako protiústavní, což vedlo k vyhlášení suverénní Gagauzské SSR v rámci Sovětského svazu dne 19. srpna 1990. Vlajkou se stal modrý list s obrazem vlčice v bílém kruhovém poli. Modrá barva symbolizovala modré nebe nad stepí.

Gagauzská vlajka (1990–1992/1995) Poměr stran: 3:5

23. prosince 1994 přijal moldavský parlament Zákon o zvláštním statutu Gagauzie, kterým jí byla zaručena autonomie včetně práva na sebeurčení v případě spojení Moldavska s Rumunskem. Definitivní hranice Gagauzské autonomní oblasti byly stanoveny referendem v jednotlivých obcích o rok později.
Vlajka byla přijata 31. října 1995.

## Vlajky gagauzských nižších celků
Gagauzsko se člení na 32 lokalit (2 obce, 1 město, 23 komun a  6 vesnic, které jsou součástí tří komun a jednoho města).

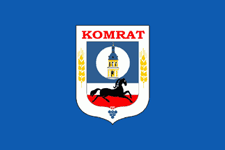
Hl. město Comrat Poměr stran: 2:3
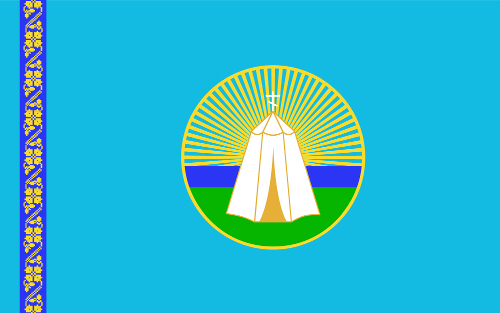
Město Čadyr-Lunga Poměr stran: ~2:3
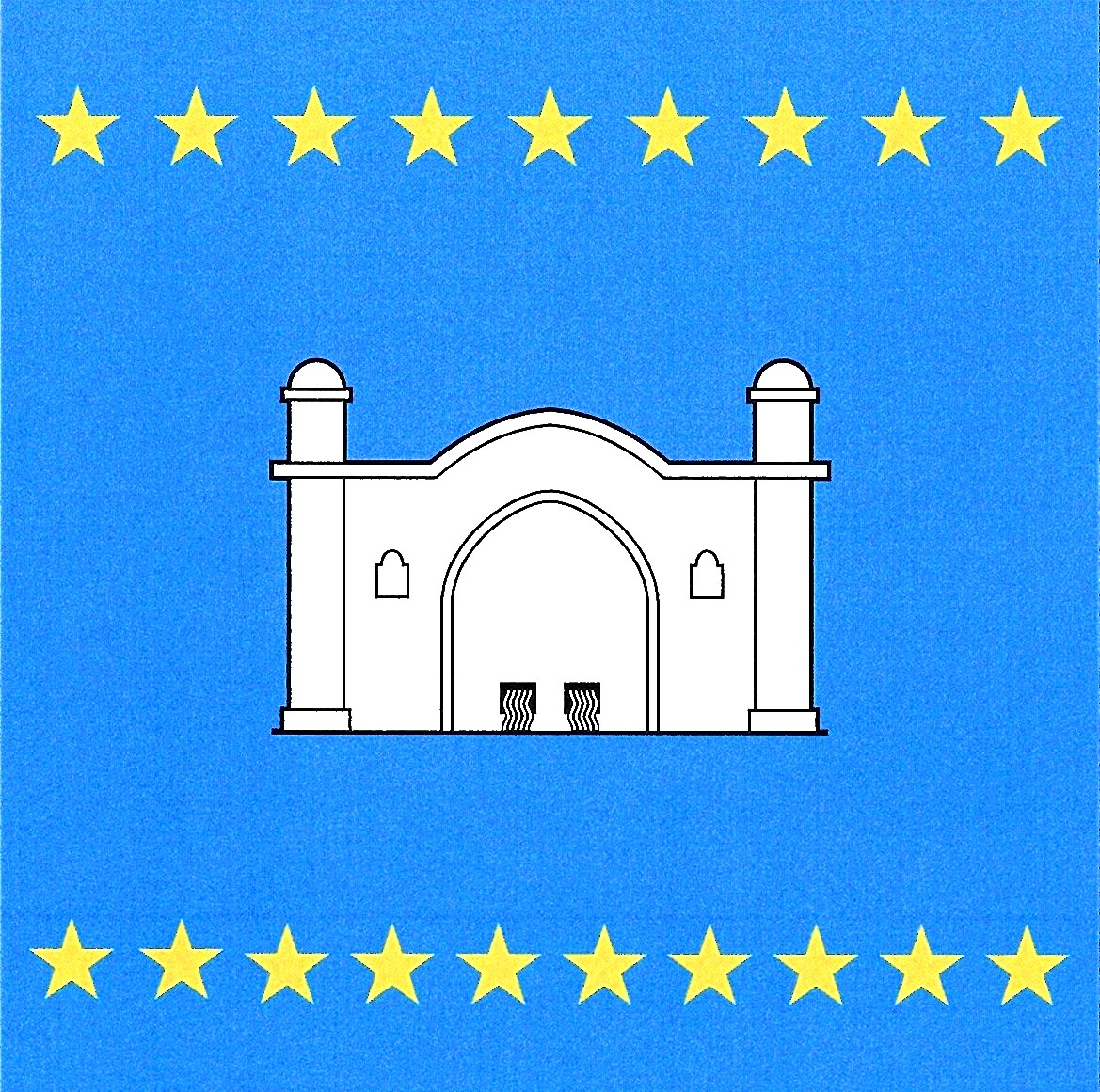
Komuna/vesnice Avdarma Poměr stran: 1:1